# Legoland Californië
Legoland Californië (Engels: Legoland California) is het derde Legoland-park. Het is gelegen in Carlsbad in Californië. Het park opende zijn deuren op 20 maart 1999. Het park bezit acht zones: The Beginning, Dino Island, Explore Village, Fun Town, Knight's Kingdom, Miniland USA, Pirate Shores en Imagination Zone.

## Themagebieden

### The Beginning
The Beginning is het voorste gedeelte van het park waarin de ingang, de winkels en een restaurant zijn gevestigd.

### Dino Island
Dino Island is een van de nieuwere zones in het park. Dit deel opende in 2004. Er staat een mini stalen achtbaan met de naam "Coastersaurus", die rond legobeelden van dino's cirkelt.

### Explore Village
Explore Village bevat de "Water Works"-attractie. Deze omvat verschillende wateractiviteiten. Er is ook een waterattractie met de naam "Fairy Tale Brook", waar je met een bootje langs een rivier vaart en ondertussen Legobeeldjes ziet van sprookjes. Er is ook een speeltuin, pizzabar en "Safari Trek", een attractie waarin je een safari maakt langs Legodieren op werkelijke grootte.

### Miniland USA
Miniland is een zone die in elk park van Lego gebouwd is. Hierin staan Legovarianten van bekende gebouwen.
Bekende steden in Miniland:
- New York
- Washington D.C.
- San Francisco
- New Orleans
- Las Vegas